# 下罗科马乡
下罗科马乡，是中华人民共和国四川省甘孜藏族自治州炉霍县下辖的一个乡镇级行政单位。

## 行政区划
下罗科马乡下辖以下地区：
马庆瓦村、日阿塔马村、贡塔马村、加它马村、达色村、阿色马村、亚里科村、甲社村、玖玛村和阿那村。